# موخه
موخه (به لاتین: Mochy) یک روستا در لهستان است که در گمینا پژمنت واقع شده‌است.
 موخه  ۱٬۶۰۰ نفر جمعیت دارد.